# Oberorschel
Oberorschel is een dorp in de Duitse gemeente Niederorschel in Thüringen. De gemeente maakt deel uit van het Landkreis Eichsfeld.  Oberorschel wordt voor het eerst vermeld in een oorkonde uit 1227. 
Deuna · Gerterode · Hausen · Kleinbartloff · Niederorschel · Oberorschel · Reifenstein · Rüdigershagen · Vollenborn